# Amanda Setton
Amanda Setton (16 de desembre del 1985) és una actriu estatunidenca de cinema i de televisió. És coneguda pel seu paper com a Penélope Shafai de l'Upper East Side al drama adolescent Gossip Girl.

## Biografia
Va créixer a Great Neck, Nova York, on va ser presidenta del club de teatre de la seva escola secundària. Es va graduar en la Universitat de Ithaca. Durant el seu tercer any va estudiar a Barcelona. Amanda, va completar un ampli programa de dos anys de tècnica Meisner a The Actor's Workshop of Ithaca sota la instrucció d'Eliza VanCort.

## Filmografia[5]
| Anys | Pel·lícules                 | Personatges      | Notes                      |
| ---- | --------------------------- | ---------------- | -------------------------- |
| 2009 | One Life To Live            | Kimberly Andrews | Agost 14, 2009-            |
| 2008 | What Happens in Vegas       | Hot Woman        |                            |
| 2008 | Sex and the City: The Movie | Slapping girl    |                            |
| 2008 | All the World's a Stage     | Director's Asst  |                            |
| 2007 | Gossip Girl                 | Penelope Shafai  | 2007-2009 (temporades 1-2) |